# Capilaria
Capilaria är ett släkte av rundmaskar. Capilaria ingår i familjen Trichuridae.
Kladogram enligt Catalogue of Life:
| Capilaria | \| \| Capilaria echenei \| \| \| \| \| \| Capilaria salvelina \| \| \| \| |
|           | \| \| Capilaria echenei \| \| \| \| \| \| Capilaria salvelina \| \| \| \| |
|           | Hepaticola                                                                |
|           |                                                                           |
|           | Skrjabinocapillaria                                                       |
|           |                                                                           |
|           | Thominx                                                                   |
|           |                                                                           |
|           | Trichuris                                                                 |
|           |                                                                           |
|           | Capilaria echenei                                                         |
|           |                                                                           |
|           | Capilaria salvelina                                                       |
|           |                                                                           |

|  | Capilaria echenei   |
|  |                     |
|  | Capilaria salvelina |
|  |                     |